# Picofarad
| Kleinere eenheden | Kleinere eenheden | Kleinere eenheden |
| factor            | naam              | symbool           |
| ----------------- | ----------------- | ----------------- |
| 10−12             | picofarad         | pF                |
| 10−9              | nanofarad         | nF                |
| 10−6              | microfarad        | µF                |
| 10−3              | millifarad        | mF                |
| 1                 | farad             | F                 |

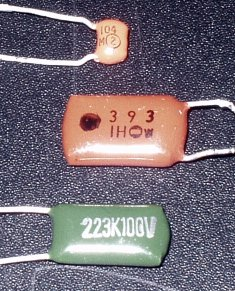
Condensatoren met een capaciteit van
100 nF (100 000 pF), 33 nF (33 000 pF)
en 22 nF (22 000 pF)

Een picofarad (symbool pF) is het biljoenste deel van een farad, de eenheid van elektrische capaciteit, dus 0,000 000 000 001 F (10−12 F). Vaak wordt op condensatoren de afkorting p gebruikt.
Omdat de eenheid farad relatief groot is, worden in de praktijk veel vaker condensatoren gebruikt waarvan de capaciteit in picofarad, nanofarad of microfarad wordt uitgedrukt.
De capaciteit van een kleine (schijf)condensator wordt soms met een kleurcode aangegeven, net als bij weerstanden. De eenheid is hierbij de pF. Bijvoorbeeld, de kleurcode geel-paars-bruin duidt op een condensator van 470 pF. Bij condensatoren tussen 1 en 91 pF komt dit praktisch niet voor, er zou dan een gouden ring nodig zijn. De waarden hebben hun plaats in de E-reeksen E3, E6 of E12.
Gebruikelijker is echter een opschrift met drie cijfers, waarbij deze op dezelfde manier worden geïnterpreteerd als de ringen bij de kleurcode, dus 391 betekent 390 pF. Tussen 1 en 91 pF wordt dit systeem niet gehanteerd, maar wordt de werkelijke waarde aangegeven, eventueel met een komma (of de p op zijn plaats). Er staat bijvoorbeeld 2.7 (of 2p7) op een condensator van 2,7 pF. Eventuele letters hebben slechts zijdelings met de waarde te maken, ze duiden aan welke tolerantie of temperatuurscoëfficiënt de condensatorwaarde heeft.